# McDonnell CF-101 Voodoo
Le McDonnell CF-101 Voodoo était un intercepteur tous-temps utilisé par la Royal Canadian Air Force (RCAF) et les Canadian Armed Forces (CAF) entre 1961 et 1984. Ils furent initialement produits par la McDonnell Aircraft Corporation de Saint-Louis, dans le Missouri, aux États-Unis, pour le compte de l'armée de l'air américaine, sous la désignation de F-101 Voodoo, puis vendus au Canada.
Les CF-101 remplacèrent les CF-100 Canuck, devenus obsolètes, dans les escadrons de chasse tous-temps de la RCAF. Leur armement principal était la roquette air-air non-guidée à charge nucléaire AIR-2 Genie, ce qui causa une controverse politique assez importante au Canada à la suite de leur adoption par les forces du pays. Bien qu'ils n'eurent jamais à employer une telle arme au combat, les CF-101 furent l'élément principal du système de défense aérienne du Canada, réparti sur des zones spéciales dévouées à la réaction rapide (désignées Quick Reaction Alert facilities), installées sur les différentes bases aériennes canadiennes.
Les CF-101 furent retirés du service dans les années 1980 et remplacés par les CF-18 Hornet. Beaucoup d'exemplaires sont conservés dans des musées et des parcs, au Canada et aux États-Unis.

## Acquisition

### Origines
Après l'annulation du programme du CF-105 Arrow en février 1959, George R. Pearkes, le ministre de la Défense nationale, maintint officiellement que les intercepteurs Avro CF-100 et les missiles CIM-10 Bomarc existants, qui avaient été commandés en septembre 1958, seraient adéquats pour les besoins de défense aérienne du Canada. Officieusement, il fut reconnu qu'il existait toujours une menace liée aux bombardiers, et que la décision de l'abandon du CF-105 était une grosse erreur. Des discussions furent donc menées depuis avant la conclusion formelle du programme de l’Arrow, au sujet de l'acquisition par la RCAF d'un avion « disponible sur étagère » provenant des États-Unis, afin de combler le trou béant laissé par l'abandon de l’Arrow dans la défense aérienne du Canada.
L'United States Air Force indiqua qu'elle était prête à rendre disponibles à l'achat par les forces canadiennes 56 intercepteurs F-101B et dix appareils d'entraînement F-101F (en employant des F-102 Delta Dagger dans des secteurs moins exigeants du Commandement de la défense aérospatiale de l'Amérique du Nord (NORAD). Le contrat fut retardé pendant plus d'un an par des négociations sur les délais et les coûts d'acquisition, qui finirent par aboutir en 1958. Les arrangements financiers furent trouvés par le Canada, ce dernier prenant à son compte la gestion administrative et financière de onze stations radar de la ligne Pinetree situées sur le territoire Canadien et qui étaient précédemment opérées et payées par l'US Air Force. Un accord détaillé signé en juin 1961 couvrait le transfert des 66 avions, qui devaient équiper cinq escadrons de première ligne (remplaçant neuf escadrons de CF-100) et une unité d'entraînement opérationnel.
La première série de 66 appareils fut donc livrée aux forces canadiennes, entre juillet 1961 et mai 1962. Tous les appareils de cette première série provenaient d'un lot de production de l'année fiscale 1959. Les 56 intercepteurs consistaient en 25 F-101B-115-MC et 31 F-101B-120-MC. Ces CF-101B étaient identiques aux F-101B des Américains et disposaient même de leur perche de ravitaillement, bien qu'elle ne fut jamais utilisée opérationnellement par les Canadiens. Les dix biplaces d'entraînement consistaient en quatre F-101F-116-MC et six F-101F-121-MC, extérieurement identiques aux intercepteurs et disposant de capacités de combat complètes.

### Controverse des armes nucléaires

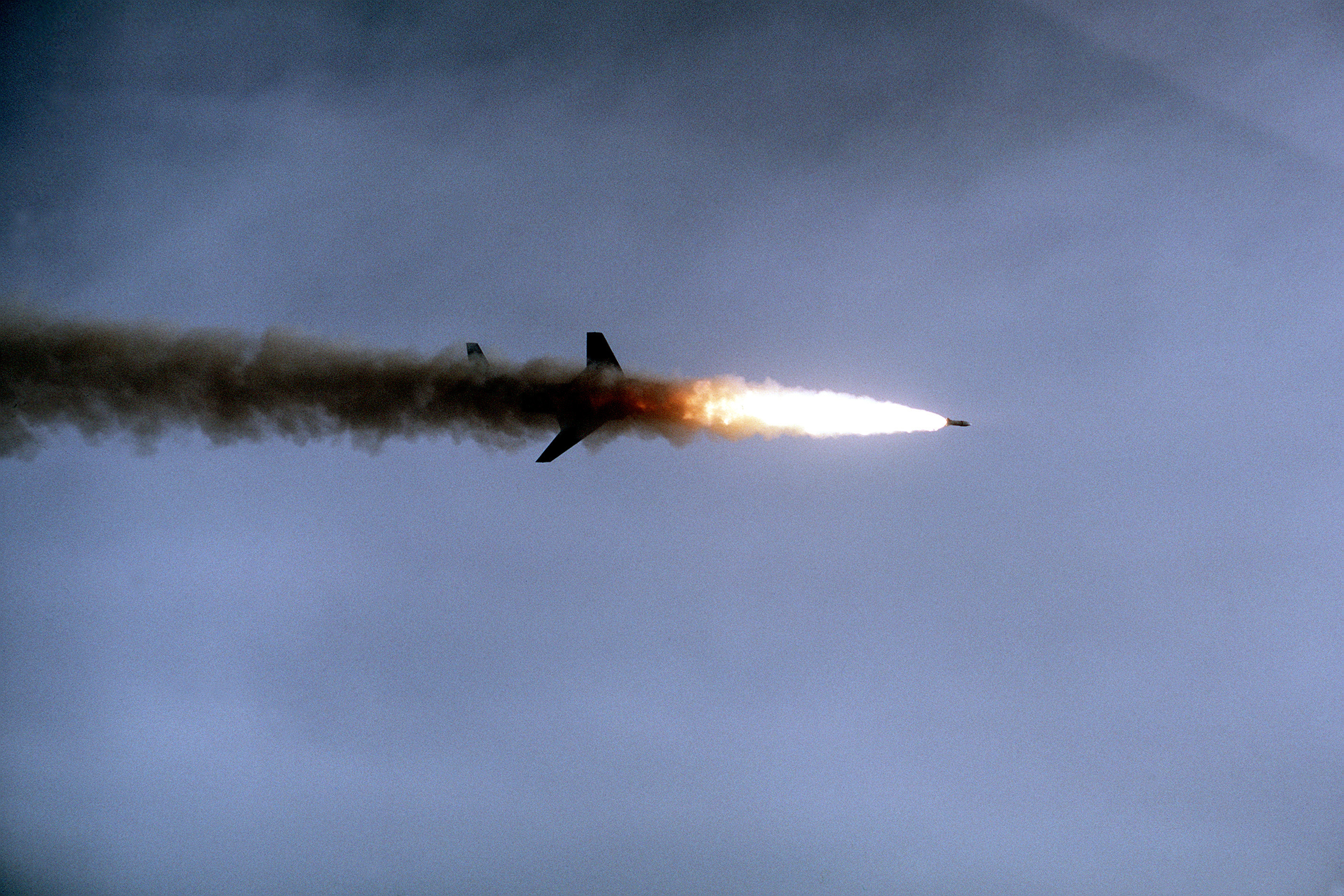
Un CF-101B tirant un AIR-2 Genie, en 1982.

Le problème des armes nucléaires au Canada n'avait pas été résolu en juin 1961, et les CF-101 furent donc uniquement armés avec leurs missiles secondaires AIM-4D Falcon. En avril 1963, le problème mena à la chute du gouvernement Diefenbaker. Le gouvernement suivant, de Pearson, signa le 16 août 1963 un accord avec les États-Unis concernant les armes nucléaires pour le Canada.
L'accord ne stipulait pas spécifiquement que le Canada était en train d'acquérir des armes nucléaires. Le gouvernement refusait habituellement de confirmer ou de nier qu'il y ait une quelconque arme nucléaire au Canada. L'accord précisait en fait que les roquettes air-air AIR-2A Genie étaient la propriété des États-Unis et ne seraient déployées au Canada pour utilisation qu'avec l'accord conjoint du Canada et des États-Unis à travers le NORAD. Les entraînements opérationnels très stricts nécessaires firent que le Genie ne devint opérationnel au Canada qu'à partir de juin 1965. Les roquettes étaient sous la garde de l'USAF, avec des détachements du 425th Munitions Support Squadron installés sur chacune des bases canadiennes. Leur puissance était d'1,5 kilotonne.

## Carrière opérationnelle

### Service au sein des forces canadiennes

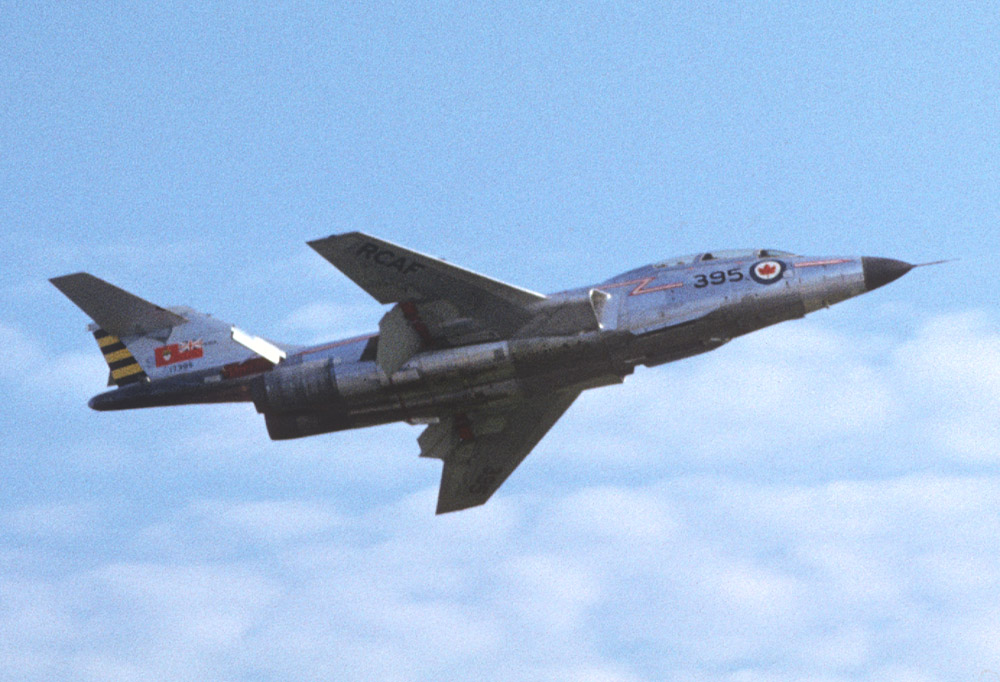
le CF-101B Voodoo no 17395 au meeting aérien de Bagotville (Québec), pendant l'été 1962. Notez l'ancien drapeau canadien peint sur le fuselage (dessin antérieur à 1965).

Les deux premiers avions furent transférés au Canada le 24 juillet 1961 lors d'une cérémonie à la base d'Uplands (en), à Ottawa, marquant le début de l'opération « Queen's Row ». Le 425e Escadron tactique de chasse débuta officiellement l'utilisation des Voodoo à la base Namao, en Alberta, le 15 octobre 1961, servant initialement d'escadron de conversion opérationnelle pour les escadrons 410, 416, 409, et 414. Le 425e devint ensuite lui-même un escadron opérationnel, passant le relais à l'unité d'entraînement opérationnel no 3, situé sur la Base des Forces canadiennes Bagotville, au Québec. Les 45 premiers CF-101B et CF-101F entrèrent officiellement en service au sein du 410e escadron le 13 novembre 1961. Fin 1962, les escadrons étaient opérationnels dans les bases de Comox, Colombie-Britannique (409e Escadron tactique de chasse), North Bay, Ontario (414e Escadron de la Force aérienne royale canadienne (en)), Uplands, Ontario (410e Escadron d'entraînement opérationnel à la chasse tactique (en)), Bagotville, Québec (425e Escadron) et Chatham (en), Nouveau-Brunswick (416e Escadron tactique de chasse (en)). Des coupes dans le budget de la défense en 1964 éliminèrent les escadrons 410 et 414 (bien qu'un escadron 414 reformé utiliserait le Voodoo plusieurs années plus tard).

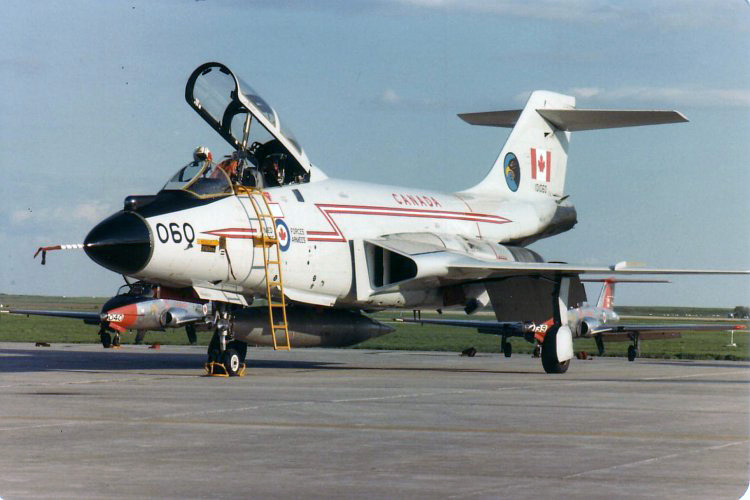
Le CF-101 Voodoo no 101060, du 409e Escadron tactique de chasse, au parking sur la base des Forces canadiennes Moose Jaw, en 1982.

Chaque base de Voodoo était conçue pour permettre aux avions d'être prêts à intervenir immédiatement à toute heure. Une aire d'alerte et réaction rapide (Quick Reaction Alert, ou QRA) était positionnée à l'extrémité de la piste principale pour permettre aux avions de se lancer aussi vite que possible. Deux avions et leurs équipages étaient en permanence en alerte à cinq minutes. Les avions devaient être en l'air et en route pour l'interception d'appareils inconnus dans les cinq minutes suivant la réception de l'ordre d'intervention. Dans un cas, le 416e escadron fut capable de lancer deux avions seulement 57 secondes après la réception de l'alerte. Les Voodoo étaient dispersés avec une certaine régularité pour pouvoir intercepter tous les contacts radar identifiés par le NORAD. La plupart du temps, il s'agissait simplement d'avions de ligne civils volant hors de leur plan de vol, mais il arrivait occasionnellement que les 416e et 425e escadrons interceptent des Tupolev Tu-95 soviétiques volant le long de la côte Atlantique vers Cuba. Heureusement, aucune situation ne mena l'un des pilotes de Voodoo à l'utilisation de ses armes dévastatrices.
Entre 1970 et 1972, le Canada troqua le renvoi aux États-Unis des 56 survivants de sa flotte initiale de 66 CF-101 contre la récupération de 66 appareils de remplacement, dans le cadre de l'opération « Peace Wings ». Les « nouveaux » appareils étaient en fait des exemplaires fabriqués plus tôt que ceux de la flotte originale, mais ces avions avaient cependant moins d'heures de vol et disposaient donc encore d'un potentiel d'emploi élevé en opérations. De plus, ils reçurent des améliorations dont les premiers Voodoo canadiens n'étaient pas équipés, par exemple l'ajout d'un système de recherche et suivi des cibles travaillant en infrarouge. Bristol Aerospace (en), à Winnipeg dans le Manitoba, effectua les modifications sur la nouvelle flotte d'avions, qui impliquait le transfert de certains éléments d'équipement spécifiquement canadiens, incluant les moteurs, des « vieux » avions vers les « nouveaux ». Beaucoup des « vieux » Voodoo furent envoyés à la ferraille quand ils retournèrent aux États-Unis, mais 22 appareils furent tout-de-même convertis en versions RF-101B de reconnaissance, et volèrent avec la Garde nationale aérienne du Nevada jusqu'en 1975.

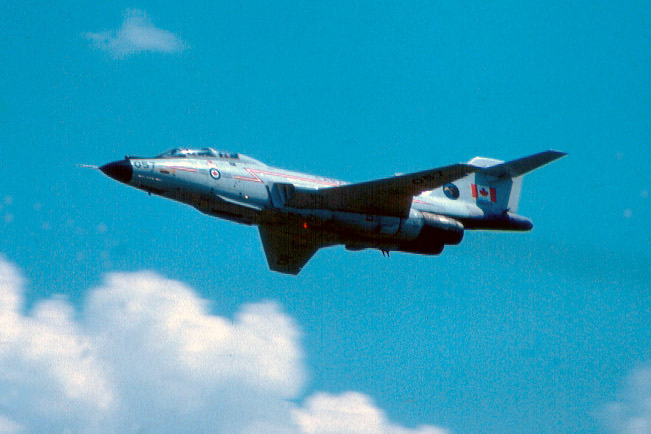
Le CF-101 Voodoo no 101057, du 409e Escadron tactique de chasse, effectuant un passage bas au cours d'un meeting aérien le 13 juin 1982, sur la base d'Edmonton.

Au cours de son service, le CF-101 était un démonstrateur populaire lors des meetings aériens et des autres événements au Canada et aux États-Unis. Les démonstrations allaient de la simple apparition d'un appareil seul à l'exhibition d'un escadron entier. En 1967, un CF-101 vola, avec un CF-104 et un T-33 des Red Knights, au sein de l'équipe de présentation des Paladins du Centenaire, pour marquer la célébration du centenaire du pays. En 1984, chaque escadron peignit spécialement un appareil pour un spectacle organisé à l'occasion de la cérémonie de retrait du service du CF-101. Le 409e Escadron créa le « Hawk One Canada », le 416e Escadron créa le « Lynx One Canada », et le 425e Escadron créa le « Lark One Canada ».

### Obsolescence et fin de service
Au cours des années 1970, l'obsolescence grandissante du CF-101 et du CF-104 Starfighter mena à la mise en place du programme New Fighter Aircraft. Lancé en 1977, ce programme avait pour objectif de trouver un remplaçant aux Canadair CF-5, CF-104 et au CF-101 Voodoo. Les F-14 Tomcat, F-15 Eagle, F-16 Falcon, F/A-18 Hornet, Panavia Tornado, Dassault Mirage F1 et le Mirage 2000 furent évalués comme remplaçants potentiels. Des réductions de coûts réduisirent le choix au F-16 et au F/A-18, et le F/A-18 fut finalement sélectionné en avril 1980. L'escadron d'entraînement opérationnel fut converti au CF-18 Hornet en juin 1982, et les escadrons nos 409 et 425 furent fermés en juin 1984. En 1985, le 416e escadron déménagea de la base de Chatham (en) vers celle de Cold Lake, en Alberta et passa lui aussi du CF-101 au chasseur tactique CF-18 Hornet. Avec le retrait des CF-101 du service, les dernières armes nucléaires entreposées au Canada furent renvoyées aux États-Unis.

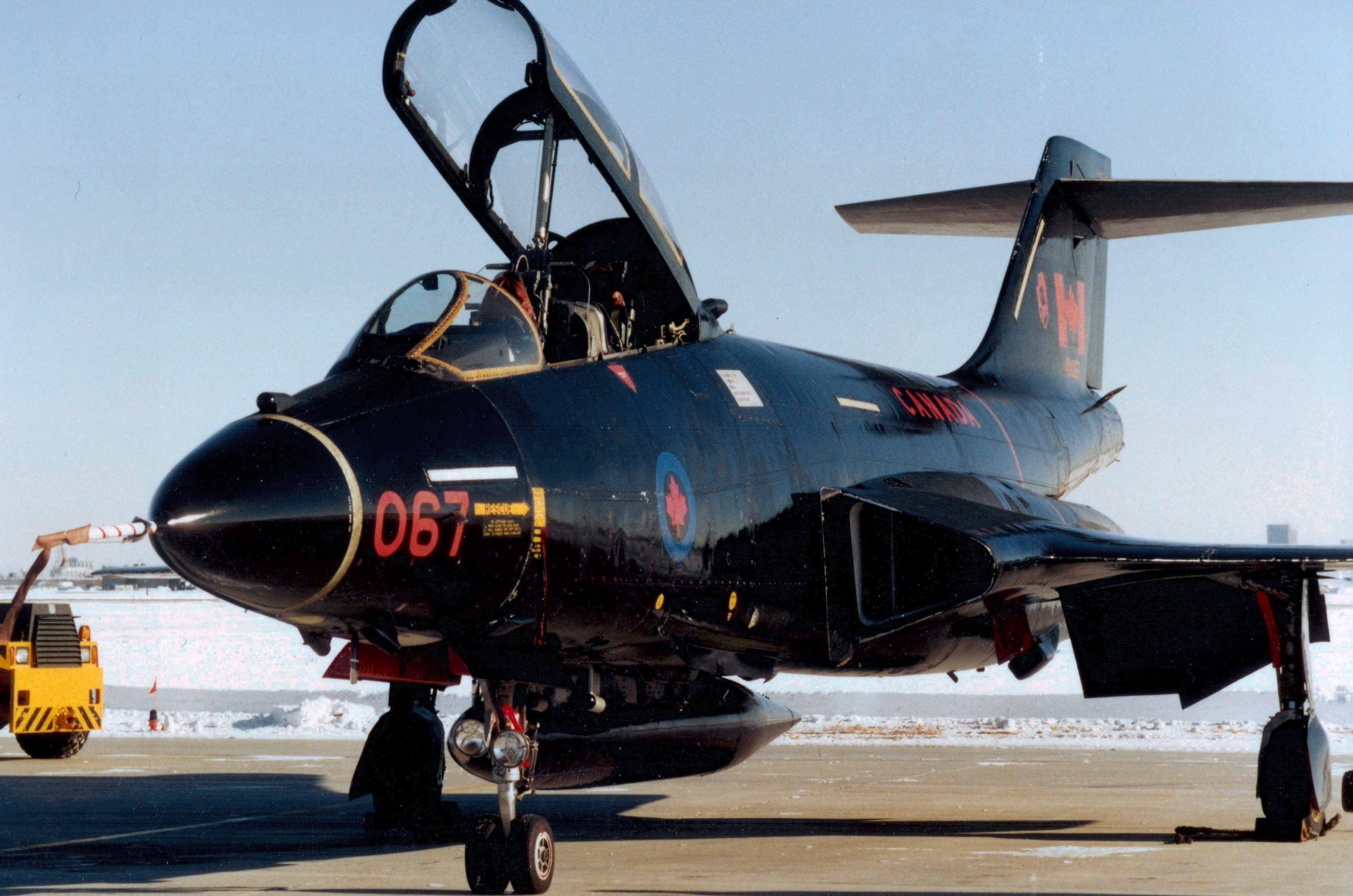
L'EF-101B « Electric Voodoo » lors de son dernier déploiement, en 1987.

Deux Voodoo restèrent en service après l'arrêt de l'exploitation de l'avion : l'unique EF-101B de brouillage électronique, aussi connu sous le nom d'« Electric Voodoo », et un unique CF-101F d'entraînement, en service avec le 414e escadron à North Bay, en Ontario. l'EF-101B était une conversion d'un F-101B classique, incorporant la suite de brouillage électronique d'un EB-57E Canberra. Seulement un avion fut converti avant que le programme ne soit abandonné, et cet exemplaire unique fut loué au Canada en 1982. Les deux derniers Voodoo continuèrent à voler jusqu'en avril 1987, date à laquelle ils furent finalement retirés du service. l'EF-101B fut renvoyé aux États-Unis le 7 avril 1987, alors que le CF-101F (numéro 101006) effectua le dernier vol au monde d'un Voodoo le 9 avril 1987 alors qu'il effectuait un vol de livraison de la base de North Bay vers celle de Greenwood, via les bases de Bagotville et Chatham. Il fut finalement exposé sur la base de Cornwallis (en), en Nouvelle-Écosse, où il décorait la place de parade de l'école de recrutement militaire. Après que la base de Cornwallis ait fermé en 1995, le 101006 fut déplacé à côté du musée militaire de Cornwallis, situé dans la vieille chapelle St. Georges de la base. En octobre 2013, en raison de problèmes de sécurité liés à la présence d'une forte corrosion, le musée donna le 101006 au Jet Aircraft Museum de London, en Ontario, où il est actuellement en cours de restauration.

## Versions
- CF-101B : avion biplace d'interception tous-temps ;
- CF-101F : avion biplace à double commande, destiné à l'entraînement ;
- EF-101B : exemplaire unique destiné au brouillage électronique.

## Utilisateurs
- /  Canada
  - Royal Canadian Air Force/Canadian Armed Forces[3] :
    - 409e Escadron tactique de chasse, CFB Comox ;
    - 410e Escadron opérationnel d'entraînement à la chasse tactique (en), CFB Uplands ;
    - 414e Escadron de la Force aérienne royale canadienne (en), CFB North Bay ;
    - 416e Escadron tactique de chasse (en), CFB Chatham ;
    - 425e Escadron tactique de chasse, CFB Bagotville.

## Appareils préservés
Plus de 30 CF-101 canadiens et ex-canadiens sont préservés dans des musées et des mémoriaux, au Canada et aux États-Unis, mais également dans de nombreux autres pays.

## Galerie photographique

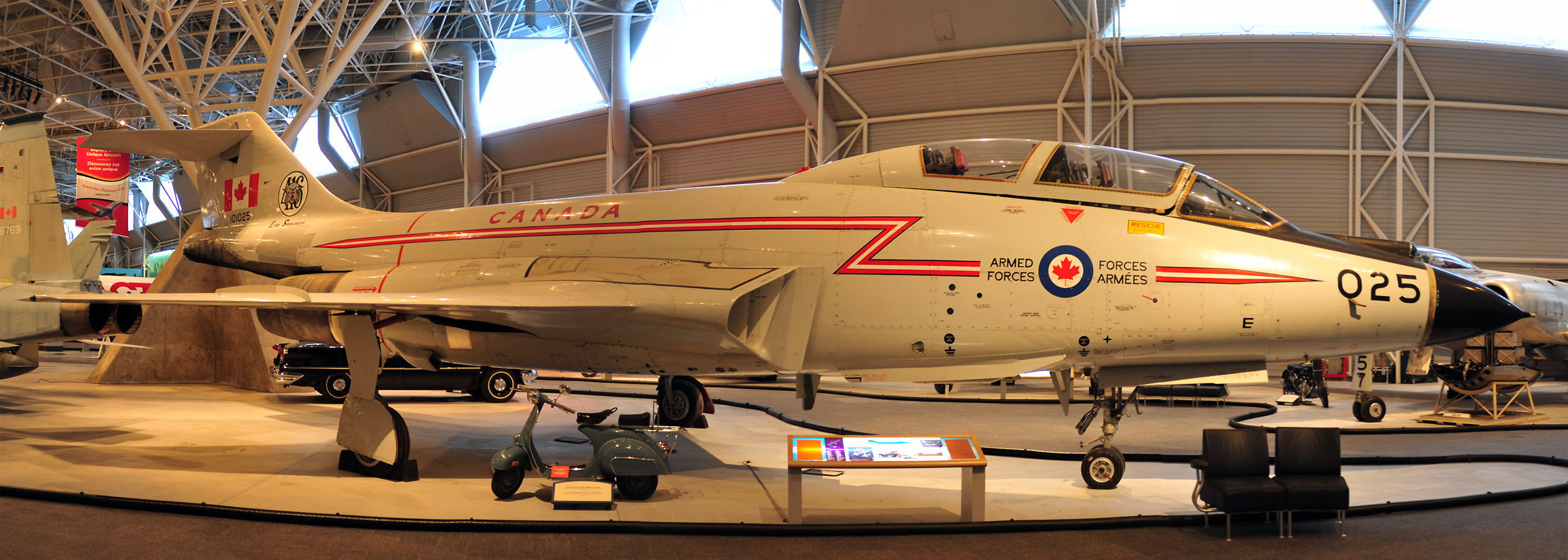
CF-101 Voodoo de la RCAF exposé au Canada Aviation and Space Museum.
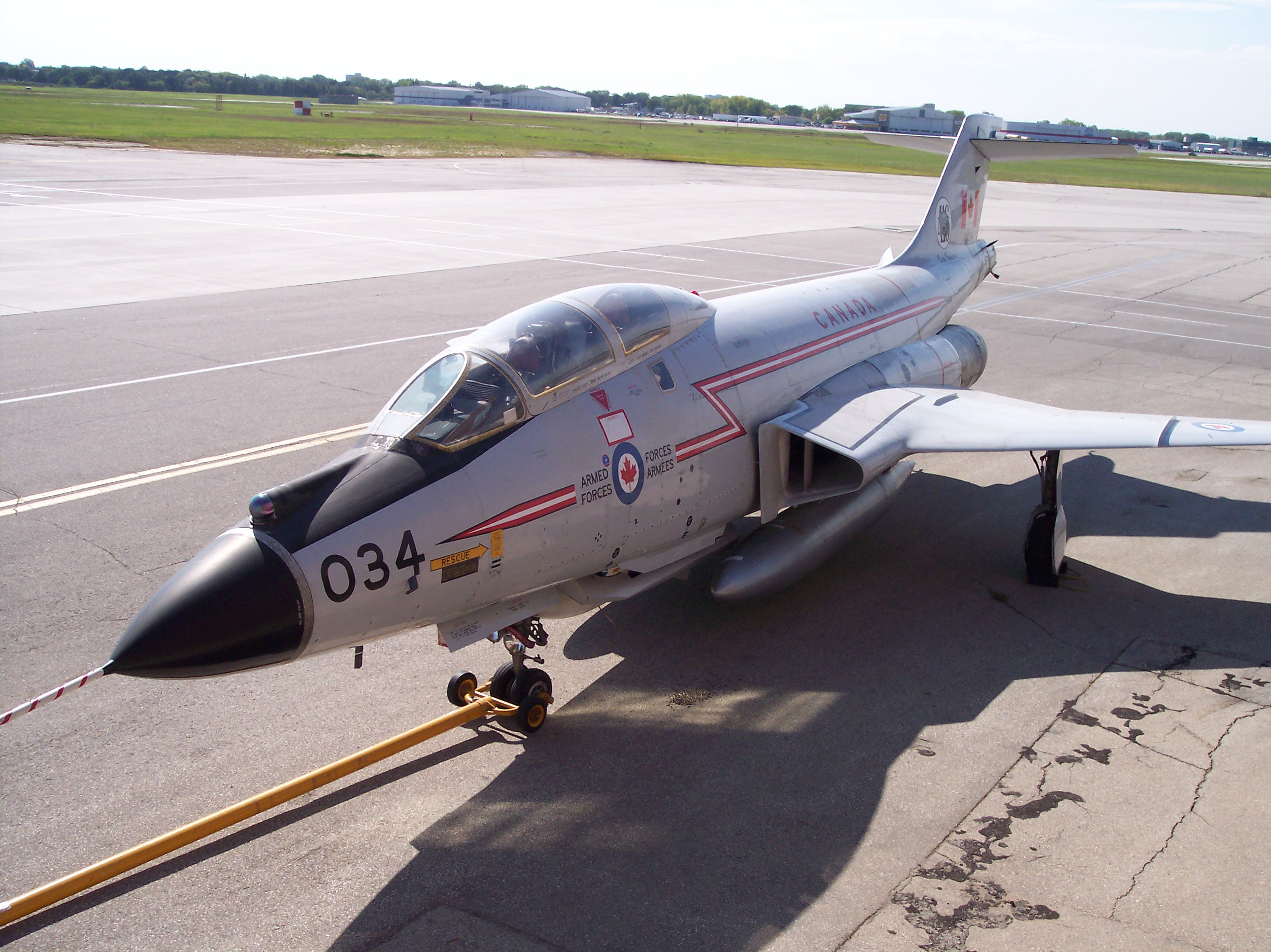
CF-101B au Western Canada Aviation Museum, à Winnipeg, dans le Manitoba.
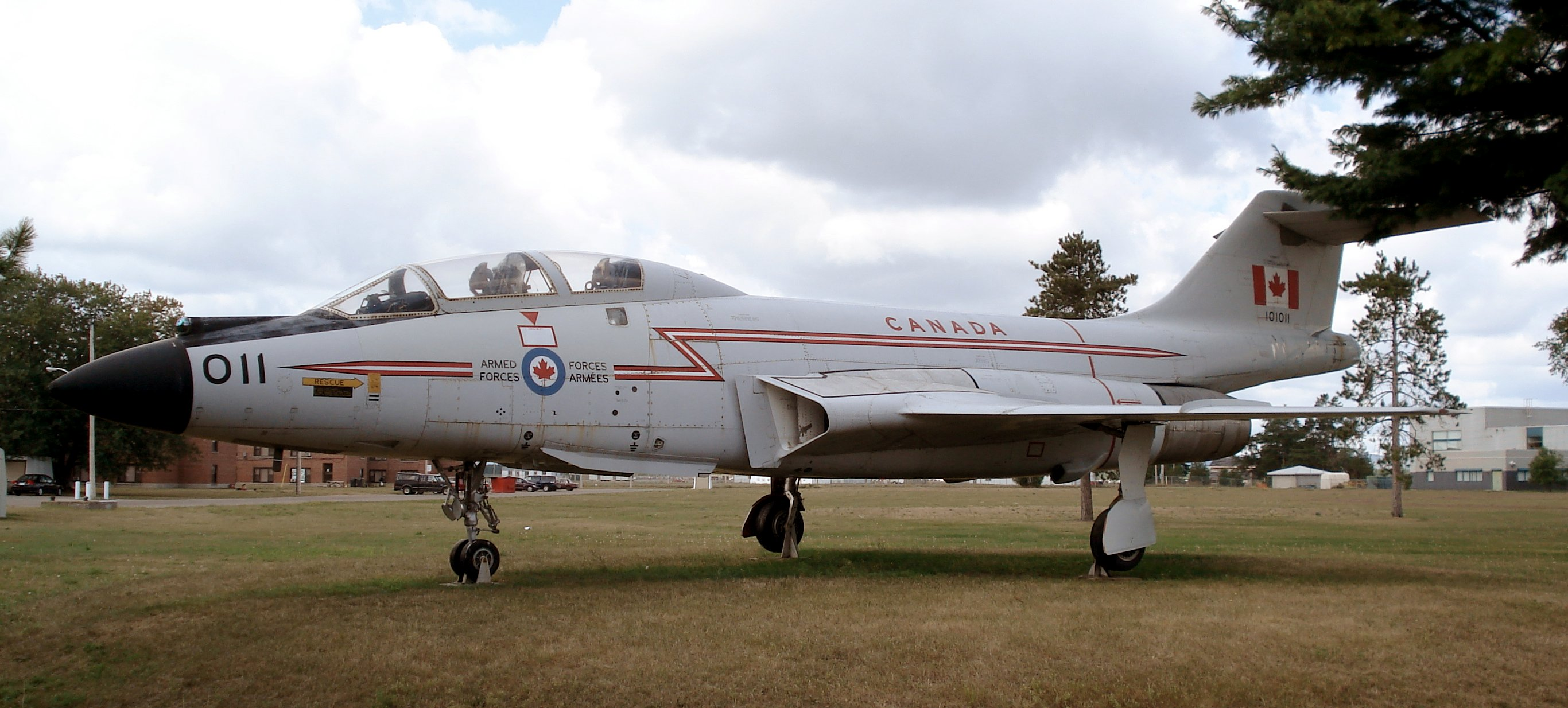
CF-101 exposé sur la base de Borden.